# Zoper
Een zoper is een door de wind versterkte getijdestroming die parallel aan de kust loopt.

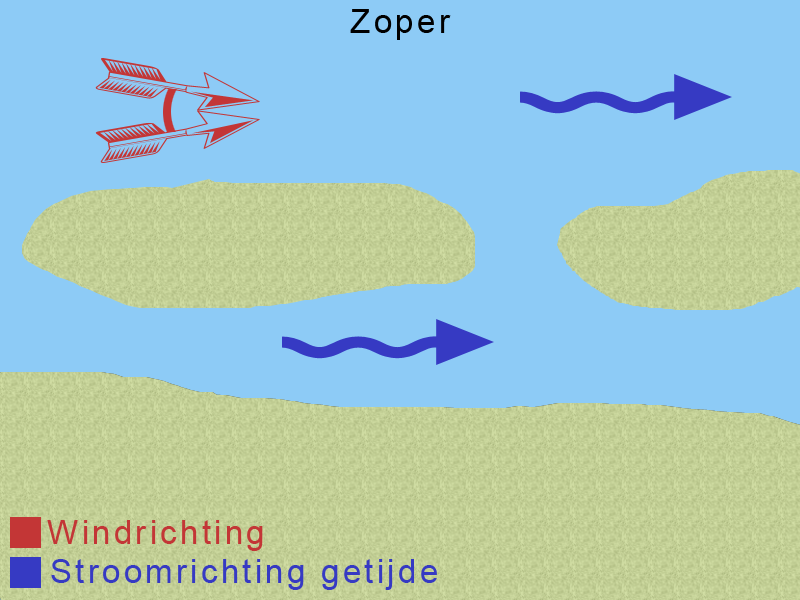
Een voorbeeld van een Vloedzoper

## Kenmerken
Van een zoper is alleen sprake als de getijdestroming en de wind uit dezelfde richting komen. Bij een aflandige- of aanlandige wind is er in mindere mate sprake van een zoper, zeker als de wind pal aflandig of aanlandig is. 
Kenmerkend na een zoper zijn de diepe zwinnen met de sterk afgesleten bankranden en zeer sterk aflopend hoogteverschil. Na een zoper komen ook veelvuldig zwinkuilen voor, deze plotselinge en zeer verraderlijke verdiepingen in de zeebodem tussen de zandbanken kunnen vooral voor kleine kinderen zeer gevaarlijk zijn, vooral omdat deze onder water en bij over de bank slaande golven met troebel water, niet te zien zijn.
Langs de kust van de Waddeneilanden, met name Vlieland en de oostelijker gelegen eilanden, komt dit verschijnsel door de vaak waaiende zuidwestelijke winden, regelmatig voor. Het hoogteverschil tussen bank en het erachter gelegen zwin kan snel in de orde van 1 meter liggen. Langs de Hollandse kust treedt het verschijnsel minder regelmatig op.

## Eb-Zoper
Bij de ebstroming stroomt het water langs de Hollandse kust van noord naar zuid, op de Waddeneilanden van oostnoordoost naar westzuidwest. Indien er tijdens deze stroming sprake is van een sterke wind in dezelfde richting, versterkt dat de stroming aanzienlijk en dit noemt men dan een zoper.

## Vloedzoper
Een vloedzoper is identiek tegenovergesteld aan de ebzoper, met als verschil de getijde-stroomrichting en de windrichting. Waarbij een eb-zoper van noord naar zuid stroomt is de vloedzoper van zuid naar noord. Ook hier spreekt men van een zoper als de wind de getijdestroming aanzienlijk versterkt (stuwt).